# Functional Materials
Functional Materials (Функціональні матеріали) — щоквартальний рецензований науковий журнал, який видає Інститут монокристалів НАН України. Журнал був заснований у 1994 році та охоплює фундаментальні та прикладні дослідження органічних і неорганічних функціональних матеріалів. Functional Materials включено до переліку наукових журналів, визнаних ВАК України.